# 白冠噪鹛
白冠噪鹛（学名：Garrulax leucolophus），是噪鹛属的一种，分布于不丹、孟加拉国、老挝、中国大陆、新加坡（引进种）、越南、印度、泰国、缅甸、尼泊尔和柬埔寨。该物种的保护状况被评为无危。
白冠噪鹛的平均体重约为123.5克。栖息地包括种植园、亚热带或热带的湿润低地林、亚热带或热带的（低地）湿润疏灌丛、亚热带或热带严重退化的前森林和亚热带或热带的湿润山地林。该物种的模式产地在喜马拉雅山脉西部。

## 亚种
- 白冠噪鹛滇南亚种（学名：Garrulax leucolophus diardi）。分布于中南半岛以及中国大陆的云南等地。该物种的模式产地在越南。[4]
- 白冠噪鹛指名亚种（学名：Garrulax leucolophus leucolophus）。分布于印度、尼泊尔、锡金、不丹以及中国大陆的西藏等地。该物种的模式产地在喜马拉雅山脉西部。[5]
- 白冠噪鹛滇西亚种（学名：Garrulax leucolophus patkaicus）。分布于印度、缅甸以及中国大陆的云南等地。该物种的模式产地在缅甸Patkai山脉。[6]